# Lebuana
Lebuana ist eine osttimoresische Aldeia im Suco Luculai (Verwaltungsamt Liquiçá, Gemeinde Liquiçá). 2015 lebten in der Aldeia 155 Menschen.

## Geographie
Lebuana bildet den Nordosten des Sucos Luculai. Westlich liegt die Aldeia Hunehei und südlich die Aldeia Metagou. Im Norden grenzt Lebuana an den Suco Maumeta und im Osten an den Suco Metagou. Beide gehören zum Verwaltungsamt Bazartete. Der Fluss Eanaloa folgt der Grenze zu Maumeta. Er ist ein Quellfluss des Gularkoo.
An der Straße, die den Süden der Aldeia durchquert, liegen einzelne Häuser und kleine Weiler, die zusammen den Ort Lebuana bilden.

## Politik
2023 wurde Bendito Pereira da Cruz zum Chefe de Aldeia gewählt.